# حیدرعلی ارفع
حیدرعلی ارفع (١٢٩۴-١٣۵۵) سیاست‌مدار ایرانی بود، که در دوره‌های  بیست و یکم  و  بیست و دوم  بعنوان نماینده داراب در مجلس شورای ملی حضور داشت.

## زندگی
حیدرعلی ارفع در سال ١٢٩۴ با نام خانوادگی نورچشم متولد شد. بعد از انجام تحصیلات ابتدائی و متوسطه وارد دانشکده کشاورزی کرج شد و لیسانس خود را 
گرفت. او سپس استخدام وزارت کشاورزی شد. او بعد از ازدواج با دختری از خانوادۀ ارفع، این نام خانوادگی را برای خود انتخاب کرد.
از مسئولیت‌های او می‌توان به رئیس کلی سازمان جنگلبانی اشاره کرد. وی در  دوره بیست و یکم مجلس شورای ملی به عنوان نماینده داراب و در دوره بیست و دوم مجلس شورای ملی به عنوان نماینده تهران در مجلس حضور داشت. او همچنین در انتخابات دوره ششم به عنوان سناتور در مجلس سنا به عنوان نمایندۀ همدان حضور داشت. برخی منابع ریاست دانشگاه شیراز، ریاست سازمان جنگل و جنگلبانی، عضویت در احزاب ایران نوین و مردم و لژهای فراماسونری ژاندارک و دانش را هم از دیگر فعالیت‌های او ذکر کرده‌اند.
او در سال ١٣۵۵ درگذشت.